# باب جان
باب جان (انگلیسی: Bob John؛ ۳ فوریه ۱۸۹۹ – ۱۷ ژوئیه ۱۹۸۲) بازیکن فوتبال اهل ولز بود.
از باشگاه‌هایی که در آن بازی کرده‌است می‌توان به باشگاه فوتبال آرسنال اشاره کرد.
وی همچنین در تیم ملی فوتبال ولز بازی کرده است.